# Rallye de Suède 1976
Le Rallye de Suède 1976 (26th International Swedish Rally), disputé du 20 au 22 février 1976, est la trente-troisième manche du championnat du monde des rallyes (WRC) courue depuis 1973, et la deuxième manche du championnat du monde des rallyes 1976 (WRC).

## Contexte avant la course

### Le championnat du monde
Le championnat du monde des constructeurs se joue en dix manches, le Rallye de Grande-Bretagne clôturant la saison. Après le Rallye Monte-Carlo disputé en janvier, le Rallye de Suède est la seconde épreuve hivernale. Les épreuves du championnat sont réservées aux voitures des catégories suivantes :
- Groupe 1 : voitures de tourisme de série
- Groupe 2 : voitures de tourisme spéciales
- Groupe 3 : voitures de grand tourisme de série
- Groupe 4 : voitures de grand tourisme spéciales

Titrée en 1974 et 1975, dominatrice à Monte-Carlo avec un triplé à la clef, la Scuderia Lancia est à nouveau grande favorite cette saison, disposant avec la Stratos d'un outil capable de s'imposer sur tous les terrains. La Scuderia compte dans ses rangs deux des plus grands pilotes du moment : Sandro Munari et Björn Waldegård. Fiat, qui a prévu de faire débuter sa nouvelle 131 Abarth au printemps, a renoncé à disputer l'intégralité du championnat et seule la marque Opel, avec un programme complet, peut concurrencer Lancia pour le titre. Tout comme les saisons précédentes, Ford, Peugeot et Saab ne disputeront que quelques épreuves ciblées, tandis qu'Alpine-Renault a mis en veille son programme rallyes.

### L'épreuve
Traditionnellement organisé en février, le rallye de Suède est une épreuve hivernale courue sur routes enneigées ou verglacées, comprenant également des épreuves sur rivières ou lacs gelés. Créé en 1950, ce rallye impose une technique de pilotage spécifique et a toujours vu la victoire d'équipages suédois. En 1975, la Lancia Stratos de Björn Waldegård a mis fin à la domination exercée les années précédentes par les Saab 96, très à l'aise dans la neige grâce à leur excellente motricité. Très peu de pilotes non nordiques participent à ce rallye à parcours secret. Depuis sa création, la victoire est toujours revenue à un pilote suédois. Waldegård s'y est imposé à quatre reprises.

## Le parcours
- départ : 20 février 1976 de Karlstad
- arrivée : 22 février 1976 à Karlstad

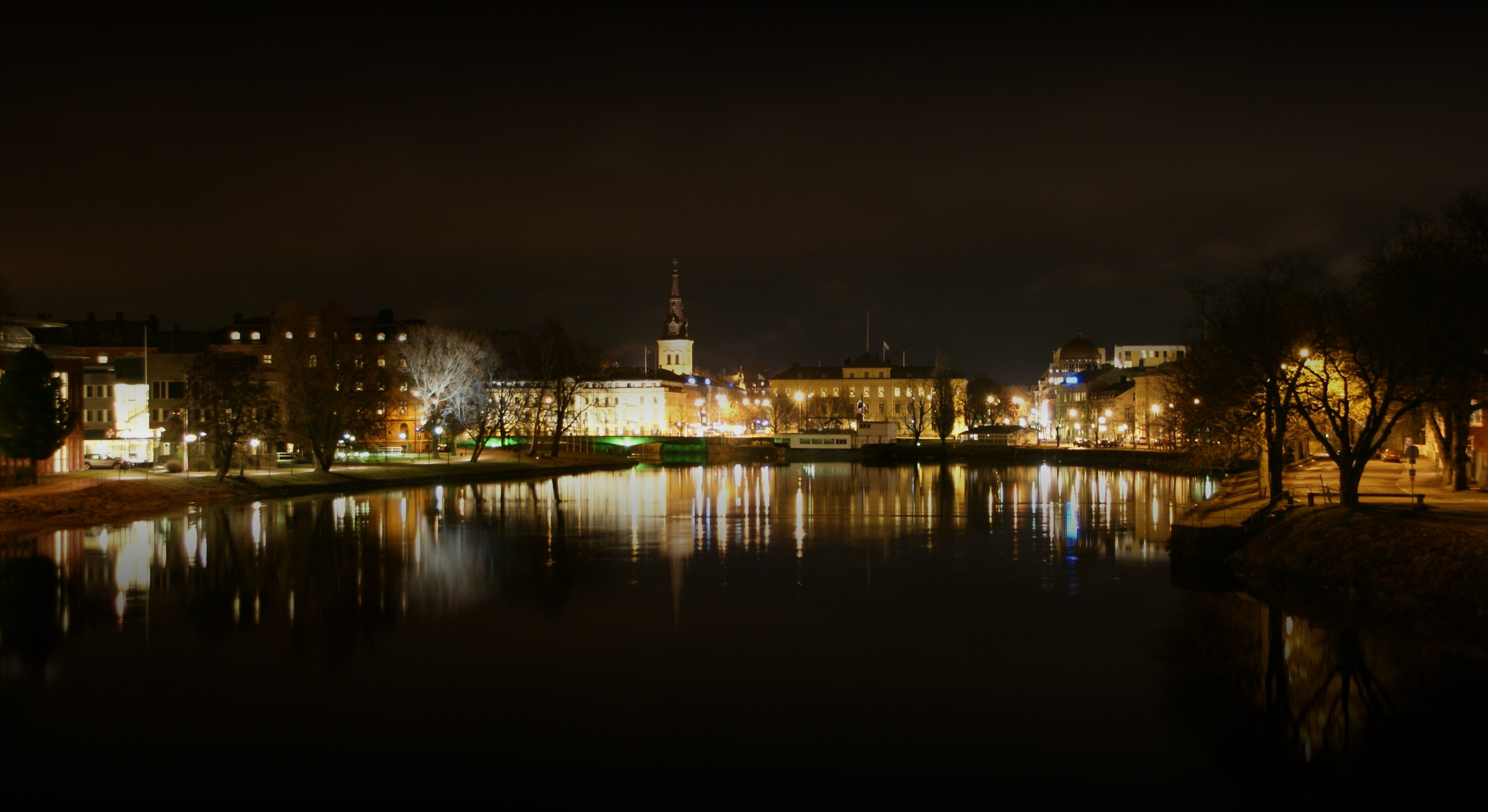
Karlstad, ville départ et arrivée du rallye de Suède

- distance : 1620 km dont 722 km sur 34 épreuves spéciales
- surface : neige et glace
- Parcours divisé en deux étapes[2]

### Première étape
- Karlstad - Karlstad, environ 810 km, du 20 au 21 février
- 18 épreuves spéciales

### Deuxième étape
- Karlstad - Karlstad, environ 810 km, du 21 au 22 février
- 16 épreuves spéciales

## Les forces en présence
- Lancia

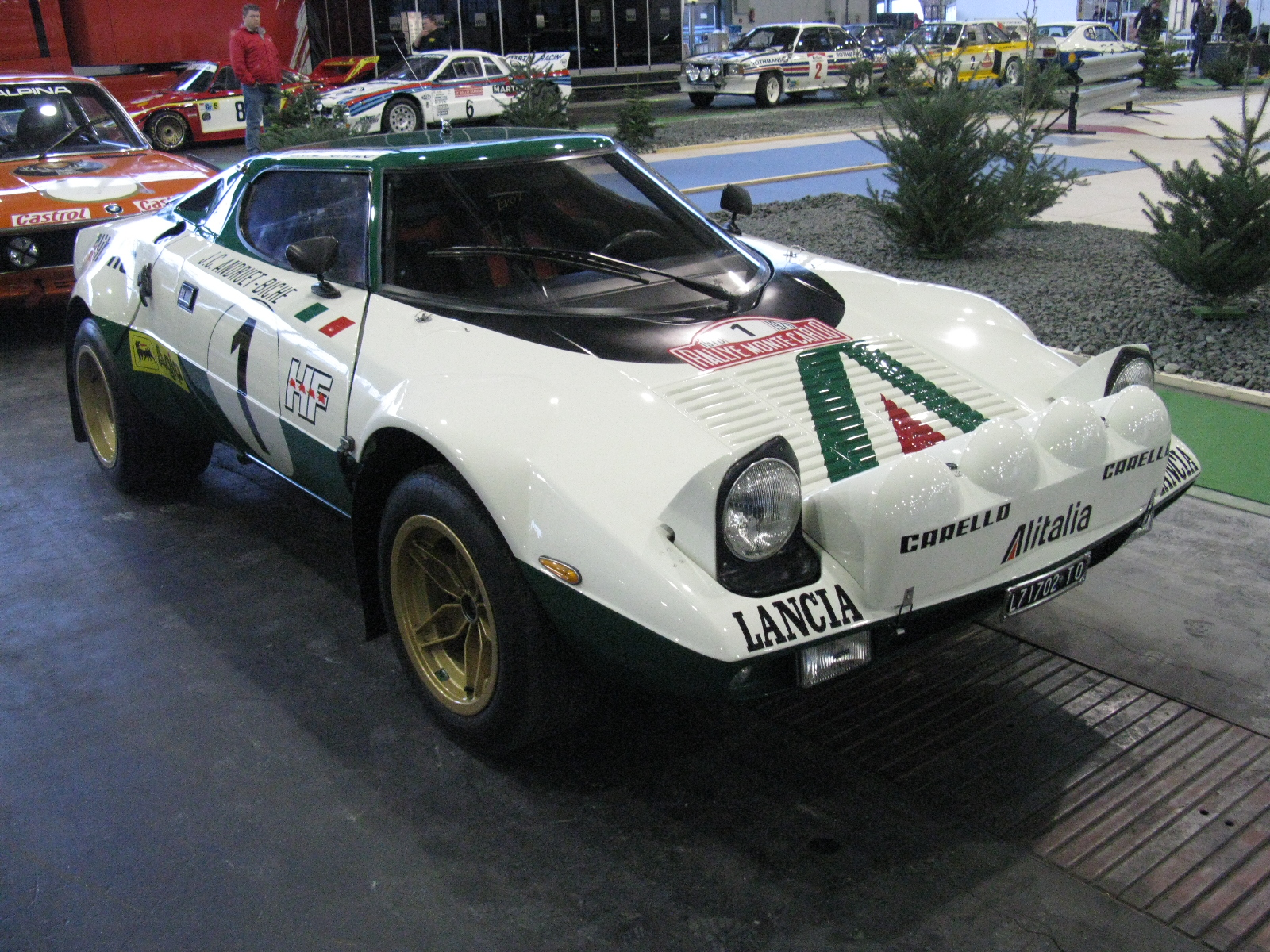
Une Lancia Stratos HF groupe 4.

La Scuderia Lancia a engagé deux Stratos HF groupe 4 (890 kg, moteur V6 Dino de 2400 cm3, monté en position centrale arrière). Björn Waldegård dispose de la version 24 soupapes (270 chevaux) alors que Simo Lampinen se contente de la version 12 soupapes (240 chevaux). Épaulant les voitures d'usine, l'écurie Chequered Flag a engagé une Stratos 12 soupapes, identique à celle de Lampinen, pour Per-Inge Walfridsson. 
- Saab

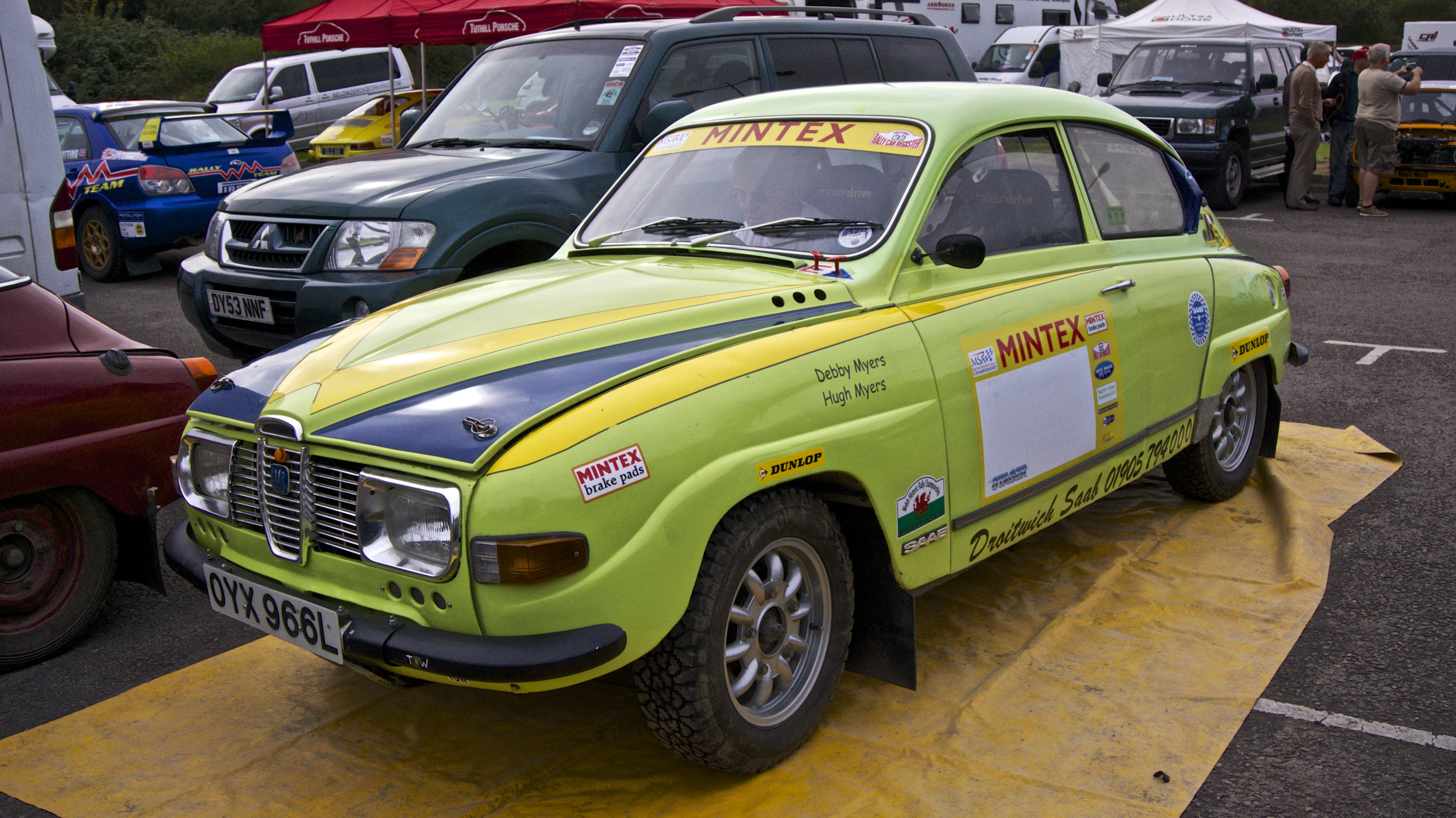
La Saab 96 V4, toujours redoutable sur les routes enneigées.

Après avoir envisagé d'engager les Saab 99 en version 16 soupapes, qui viennent d'être homologuées, l'équipe officielle Saab a joué la sécurité et s'appuie cette année encore sur les 96 V4 à moteur Ford (950 kg en version groupe 4). Pour cette course, la version 1850 cm3 de 170 chevaux a été préférée à la version deux litres, plus puissante mais plus délicate à maîtriser sur neige. Seulement deux voitures officielles ont été engagées pour Stig Blomqvist et Per Eklund, mais un grand nombre de pilotes locaux s'alignent sur des 96 disposant également du kit 170 chevaux. Malgré leur puissance modeste (125 chevaux), les Saab 99, aux mains de pilotes privés, peuvent viser un bon résultat en groupe 2.
- Opel

L'importateur suédois de la marque, a engagé deux Ascona groupe 4 (quatre cylindres, deux litres, 210 chevaux) pour Anders Kulläng et Bror Danielsson. De son côté, Bob de Jong, directeur du 'Dealer Team Holland', a engagé une Opel Kadett GT/E groupe 4 mais à moteur groupe 2 (170 chevaux, boîte quatre vitesses) pour Lars Carlsson, pilote suédois résidant aux Pays-Bas. De Jong est également le copilote de Carlsson.
- Volvo

Le garage Volvo de la ville de Tosby a préparé deux 142 groupe 4 (moteur quatre cylindres deux litres, 175 chevaux, 1250 kg) pour Lars-Erik Walfridsson (frère de Per-Inge et fils du propriétaire) et Sven-Inge Neby.
- BMW

Ingvar Carlsson dispose d'une 2002 groupe 4 (environ 170 chevaux) engagée par BMW Suède.
- Škoda

Le 'Dealer Team Škoda' a engagé une 130 S groupe 2 pour le pilote norvégien John Haugland.
- Simca

Seul pilote français au départ, Bernard Fiorentino dispose d'une Rallye 2 groupe 2 (1300 cm3, 125 chevaux) engagée par l'usine.

## Déroulement de la course

### Première étape
Les 196 équipages s'élancent de Karlstad le vendredi soir, en direction de la frontière norvégienne, sur des routes enneigées. La première épreuve chronométrée se déroule sur l'hippodrome de Farjenstad, les voitures s'élançant par groupes de quatre. Sur cette piste glacée, les trois Lancia Stratos de Björn Waldegård, Simo Lampinen et Per-Inge Walfridsson se montrent les plus rapides, devançant de quelques secondes les Saab 96 de Stig Blomqvist, Per Eklund et Erkki Temmes, nettement moins puissantes. La spéciale suivante se déroule sur route. Très sinueuse, elle ne permet pas aux Lancia d'exploiter toute leur puissance, et les voitures italiennes sont dominées par les Saab d'Eklund et Blomqvist, qui s'emparent des deux premières places au classement général, devant Waldegård. Ce dernier réalise le meilleur chrono sur le circuit de rallycross d'Arvika, et reprend la seconde place à Blomqvist. Mais sur les spéciales routières, les Stratos sont dominées par les Saab, Eklund se montrant régulièrement le plus rapide, mettant à profit sa parfaite connaissance des lieux. Blomqvist a repris sa seconde place, et c'est dans cet ordre que les pilotes rejoignent Torsby, Eklund comptant alors déjà une minute d'avance sur son coéquipier, deux sur les Lancia de Waldegård et Walfridsson, alors que Lampinen a été retardé par des problèmes d'arrivée d'essence qui l'ont relégué au-delà de la dixième place. La neige se met alors à tomber abondamment, permettant aux Saab d'usine d'accentuer leur avance. Peu avant la fin de l'étape, Waldegård sort de la route, perdant huit minutes, et chute à la cinquième place du classement. Dans la longue spéciale d'Eddeholm (70 km), Blomqvist a repris près d'une minute à Eklund ; au terme de l'étape, il ne compte plus que quatorze secondes de retard sur son coéquipier. Troisième, Walfridsson compte déjà plus de dix minutes de retard. Il devance Anders Kulläng, très régulier au volant de son Opel Ascona. Cinquième, Waldegård est à près de treize minutes d'Eklund et a perdu toute chance de victoire.
| Pos. | Pilote               | Copilote              | Voiture            | Groupe | Temps           | Écart         |
| ---- | -------------------- | --------------------- | ------------------ | ------ | --------------- | ------------- |
| 1    | Per Eklund           | Björn Cederberg       | Saab 96 V4         | 4      | 4 h 01 min 57 s |               |
| 2    | Stig Blomqvist       | Hans Sylvan           | Saab 96 V4         | 4      | 4 h 02 min 11 s | + 14 s        |
| 3    | Per-Inge Walfridsson | Kjell Nilsson         | Lancia Stratos HF  | 4      | 4 h 12 min 19 s | + 10 min 22 s |
| 4    | Anders Kulläng       | Claes-Göran Andersson | Opel Ascona        | 4      | 4 h 13 min 53 s | + 11 min 56 s |
| 5    | Björn Waldegård      | Hans Thorszelius      | Lancia Stratos HF  | 4      | 4 h 14 min 42 s | + 12 min 45 s |
| 6    | Roger Johansson      | Jan Bonving           | Saab 96 V4         | 4      | 4 h 14 min 51 s | + 12 min 54 s |
| 7    | Simo Lampinen        | Arne Hertz            | Lancia Stratos HF  | 4      | 4 h 15 min 40 s | + 13 min 43 s |
| 8    | Lasse Jansson        | Ulf Ottosson          | Volkswagen Golf LS | 2      | 4 h 19 min 35 s | + 17 min 38 s |
| 9    | Björn Blomqvist      | Rolf Melleroth        | Opel Ascona        | 4      | 4 h 19 min 55 s | + 17 min 58 s |
| 10   | Jan-Erik Lundgren    | Ragnar Spjuth         | Volkswagen Golf LS | 2      | 4 h 21 min 27 s | + 19 min 30 s |
| 11   | Bror Danielsson      | Clas Edqvist          | Opel Ascona        | 4      | 4 h 24 min 29 s | + 22 min 32 s |
| 12   | Lars Carlsson        | Bob de Jong           | Opel Kadett GT/E   | 4      | 4 h 27 min 33 s | + 25 min 36 s |

### Deuxième étape
Les pilotes courant en championnat national ne disputaient que la première boucle, et ce sont seulement 43 équipages qui se présentent au départ de la seconde étape le samedi soir. La neige fraîche qui recouvre les routes favorise à nouveau les Saab. Reparti avec seulement quatorze secondes d'avance sur son coéquipier Blomqvist, Eklund profite de sa parfaite connaissance des spéciales se déroulant dans sa région pour reprendre du champ ; il ne sera plus inquiété, malgré un baroud d'honneur de Blomqvist en fin d'étape, et rejoint Karstad avec une marge de plus d'une minute et demie, remportant pour la première fois son rallye national. Derrière les deux inaccessibles Saab, la troisième place fut âprement disputée entre l'Opel de Kulläng et les Lancia de Walfridsson et Waldegård. Après avoir pris l'avantage sur ses deux rivaux, Waldegård est sorti de façon spectaculaire au cours de la vingt-sixième spéciale, imité par son coéquipier dans la suivante. C'est finalement Kulläng qui complète le podium, terminant devant la Lancia rescapée de Lampinen, bien revenu après ses déboires de la première journée malgré une sortie de route dans la vingt-deuxième spéciale. Les nombreux abandons ont permis à Ulf Sundberg, cinquième au classement général, de s'imposer en groupe 2 au volant d'une Saab 99 presque de série.

### Classements intermédiaires
Classements intermédiaires des pilotes après chaque épreuve spéciale

### Classement général
| Pos | No | Pilote         | Copilote              | Voiture           | Temps           | Écart             | Groupe |
| --- | -- | -------------- | --------------------- | ----------------- | --------------- | ----------------- | ------ |
| 1   | 4  | Per Eklund     | Björn Cederberg       | Saab 96 V4        | 8 h 08 min 26 s |                   | 4      |
| 2   | 2  | Stig Blomqvist | Hans Sylvan           | Saab 96 V4        | 8 h 10 min 02 s | + 1 min 36 s      | 4      |
| 3   | 7  | Anders Kulläng | Claes-Göran Andersson | Opel Ascona       | 8 h 31 min 10 s | + 22 min 44 s     | 4      |
| 4   | 3  | Simo Lampinen  | Arne Hertz            | Lancia Stratos HF | 8 h 45 min 48 s | + 37 min 22 s     | 4      |
| 5   | 82 | Ulf Sundberg   | Mats Nordström        | Saab 99 EMS       | 8 h 58 min 35 s | + 50 min 09 s     | 2      |
| 6   | 6  | Lars Carlsson  | Bob de Jong           | Opel Kadett GT/E  | 9 h 01 min 06 s | + 52 min 40 s     | 4      |
| 7   | 63 | Sören Skanse   | Anders Johansson      | Volvo 142 S       | 9 h 05 min 37 s | + 57 min 11 s     | 4      |
| 8   | 58 | Sven-Inge Neby | Gunnar Hendriksson    | Volvo 142 S       | 9 h 06 min 07 s | + 57 min 41 s     | 4      |
| 9   | 79 | Åke Gustavsson | Göran Gustavsson      | Saab 99 EMS       | 9 h 07 min 30 s | + 59 min 04 s     | 2      |
| 10  | 61 | Kaj Fyhrqvist  | Leif Malmström        | Opel Ascona       | 9 h 16 min 01 s | + 1 h 07 min 35 s | 4      |

### Hommes de tête
- ES1 :  Björn Waldegård -  Hans Thorszelius (Lancia Stratos HF)
- ES2 à ES34 :  Per Eklund -  Björn Cederberg (Saab 96 V4)

### Vainqueurs d'épreuves spéciales
- Per Eklund -  Björn Cederberg (Saab 96 V4) : 20 spéciales (ES 2, 4 à 8, 11, 13, 15, 17 à 24, 26, 29 et 31)
- Stig Blomqvist -  Hans Sylvan (Saab 96 V4) : 10 spéciales (ES 9, 12, 14, 16, 27, 28, 30, 32 à 34)
- Björn Waldegård -  Hans Thorszelius (Lancia Stratos HF) : 4 spéciales (ES 1, 3, 10 et 25)

## Résultats des principaux engagés
| No | Pilote                | Copilote              | Voiture             | Groupe | Classement général                     | Class. groupe |
| -- | --------------------- | --------------------- | ------------------- | ------ | -------------------------------------- | ------------- |
| 1  | Björn Waldegård       | Hans Thorszelius      | Lancia Stratos HF   | 4      | ab. dans 26e spéciale (accident)       | -             |
| 2  | Stig Blomqvist        | Hans Sylvan           | Saab 96 V4          | 4      | 2e à 1 min 36 s                        | 2e            |
| 3  | Simo Lampinen         | Arne Hertz            | Lancia Stratos HF   | 4      | 4e à 37 min 22 s                       | 4e            |
| 4  | Per Eklund            | Björn Cederberg       | Saab 96 V4          | 4      | 1er                                    | 1er           |
| 5  | Bernard Fiorentino    | Jean-Jacques Lenne    | Simca 1000 Rallye 2 | 2      | ab. dans 14e spéciale (carter d'huile) | -             |
| 6  | Lars Carlsson         | Bob de Jong           | Opel Kadett GT/E    | 4      | 6e à 52 min 40 s                       | 5e            |
| 7  | Anders Kulläng        | Claes-Göran Andersson | Opel Ascona         | 4      | 3e à 22 min 44 s                       | 3e            |
| 8  | Per-Inge Walfridsson  | Kjell Nilsson         | Lancia Stratos HF   | 4      | ab. dans 27e spéciale (accident)       | -             |
| 9  | John Haugland         | Fred Gallagher        | Škoda 130 S         | 2      | ab. après 1re étape (différentiel)     | -             |
| 10 | Jan Glad              | Per Nedergaard        | Opel Kadett GT/E    | 4      | ab. dans 1re étape                     | -             |
| 11 | Per Engseth           | Sverre Amundsen       | Lada 1500 S         | 2      | 11e à 1 h 09 min 07 s                  | 3e            |
| 14 | Folke Egefalk         | Anders Egefalk        | Saab 96 V4          | 4      | ab. dans 2e étape                      | -             |
| 15 | Dag Pettersson        | Ingvar Svensson       | Saab 96 V4          | 4      | ab. dans 2e étape                      | -             |
| 16 | Erkki Temmes          | Raymond Ericsson      | Saab 96 V4          | 4      | ab. dans 1re étape                     | -             |
| 17 | Kent Hjertström       | Åke Larsson           | Opel Ascona         | 4      | ab. dans 2e étape                      | -             |
| 18 | Lars-Erik Walfridsson | Per-Arne Persson      | Volvo 142 S         | 4      | ab. dans 1re étape                     | -             |
| 19 | Ingvar Carlsson       | Sven Roine Hasselberg | BMW 2002            | 4      | ab. dans 9e spéciale (moteur)          | -             |
| 23 | Jan Beckeman          | Sune Åberg            | Saab 96 V4          | 4      | ab. dans 1re étape                     | -             |
| 24 | Roger Johansson       | Jan Bonving           | Saab 96 V4          | 4      | ab. dans 2e étape                      | -             |
| 27 | Bror Danielsson       | Clas Edqvist          | Opel Ascona         | 4      | ab. dans 2e étape (disqualifié)        | -             |
| 28 | Erik Johansson        | Jean Ringberg         | Saab 99 EMS         | 2      | ab. dans 2e étape                      | -             |
| 29 | Jan-Erik Lundgren     | Ragnar Spjuth         | Volkswagen Golf LS  | 2      | ab. dans 2e étape                      | -             |
| 30 | Lasse Jansson         | Ulf Ottosson          | Volkswagen Golf LS  | 2      | ab. dans 2e étape                      | -             |
| 33 | Björn Blomqvist       | Rolf Melleroth        | Opel Ascona         | 4      | ab. dans 2e étape                      | -             |
| 58 | Sven-Inge Neby        | Gunnar Hendriksson    | Volvo 142 S         | 4      | 8e à 57 min 41 s                       | 7e            |
| 61 | Kaj Fyhrqvist         | Leif Malmström        | Opel Ascona         | 4      | 10e à 1 h 07 min 35 s                  | 8e            |
| 63 | Sören Skanse          | Anders Johansson      | Volvo 142 S         | 4      | 7e à 57 min 11 s                       | 6e            |
| 79 | Åke Gustavsson        | Göran Gustavsson      | Saab 99 EMS         | 2      | 9e à 59 min 04 s                       | 2e            |
| 82 | Ulf Sundberg          | Mats Nordström        | Saab 99 EMS         | 2      | 5e à 50 min 09 s                       | 1er           |
| 91 | Leif Asterhag         | Benny Melander        | Toyota Celica       | 4      | ab. dans 1re étape                     | -             |

## Classement du championnat à l'issue de la course
- attribution des points : 20, 15, 12, 10, 8, 6, 4, 3, 2, 1 respectivement aux dix premières marques de chaque épreuve (sans cumul, seule la voiture la mieux classée de chaque constructeur marque des points)
- seuls les sept meilleurs résultats (sur dix épreuves) sont retenus pour le décompte final des points.

| Pos. | Marque     | Points | M-C | SUE | POR | SAF | ACR | MAR | FIN | SAN | COR | RAC |
| ---- | ---------- | ------ | --- | --- | --- | --- | --- | --- | --- | --- | --- | --- |
| 1    | Lancia     | 30     | 20  | 10  |     |     |     |     |     |     |     |     |
| 2    | Opel       | 22     | 10  | 12  |     |     |     |     |     |     |     |     |
| 3    | Saab       | 20     | -   | 20  |     |     |     |     |     |     |     |     |
| 4    | Ford       | 8      | 8   | -   |     |     |     |     |     |     |     |     |
| 5    | Fiat       | 6      | 6   | -   |     |     |     |     |     |     |     |     |
| 6    | Porsche    | 4      | 4   | -   |     |     |     |     |     |     |     |     |
| 6=   | Volvo      | 4      | -   | 4   |     |     |     |     |     |     |     |     |
| 8    | Alfa Romeo | 1      | 1   | -   |     |     |     |     |     |     |     |     |